# Vitbrynad svalstare
Vitbrynad svalstare (Artamus superciliosus) är en fågel i familjen svalstarar inom ordningen tättingar.

## Utseende
Vitbrynad svalstare är en knubbig fågel med breda, trekantiga vingar och en kort, nedåtböjd näbb. Hanen är mörkgrå ovan och mörkt orangebrun under. Ansiktet är mörkgrått, medan strupen och ögonbrynsstrecket är vitt. Honan har liknande mönster men är inte lika bjärt färgad. I flykten syns vitaktiga vingundersidor som kontrasterar kraftigt med den mörka undersidan. 

## Utbredning och systematik
Fågeln häckar i östra och södra centrala inlandet av Australien och flyttar vintertid mot norr. Den behandlas som monotypisk, det vill säga att den inte delas in i några underarter.

## Status
Arten har ett stort utbredningsområde och beståndet anses vara stabilt. Internationella naturvårdsunionen IUCN listar den därför som livskraftig (LC).